# Ancistroplax nepalensis
Ancistroplax nepalensis är en insektsart som beskrevs av Kaneko och Uchikawa 1988. Ancistroplax nepalensis ingår i släktet Ancistroplax och familjen gnagarlöss. Inga underarter finns listade i Catalogue of Life.